# Birnenförmig

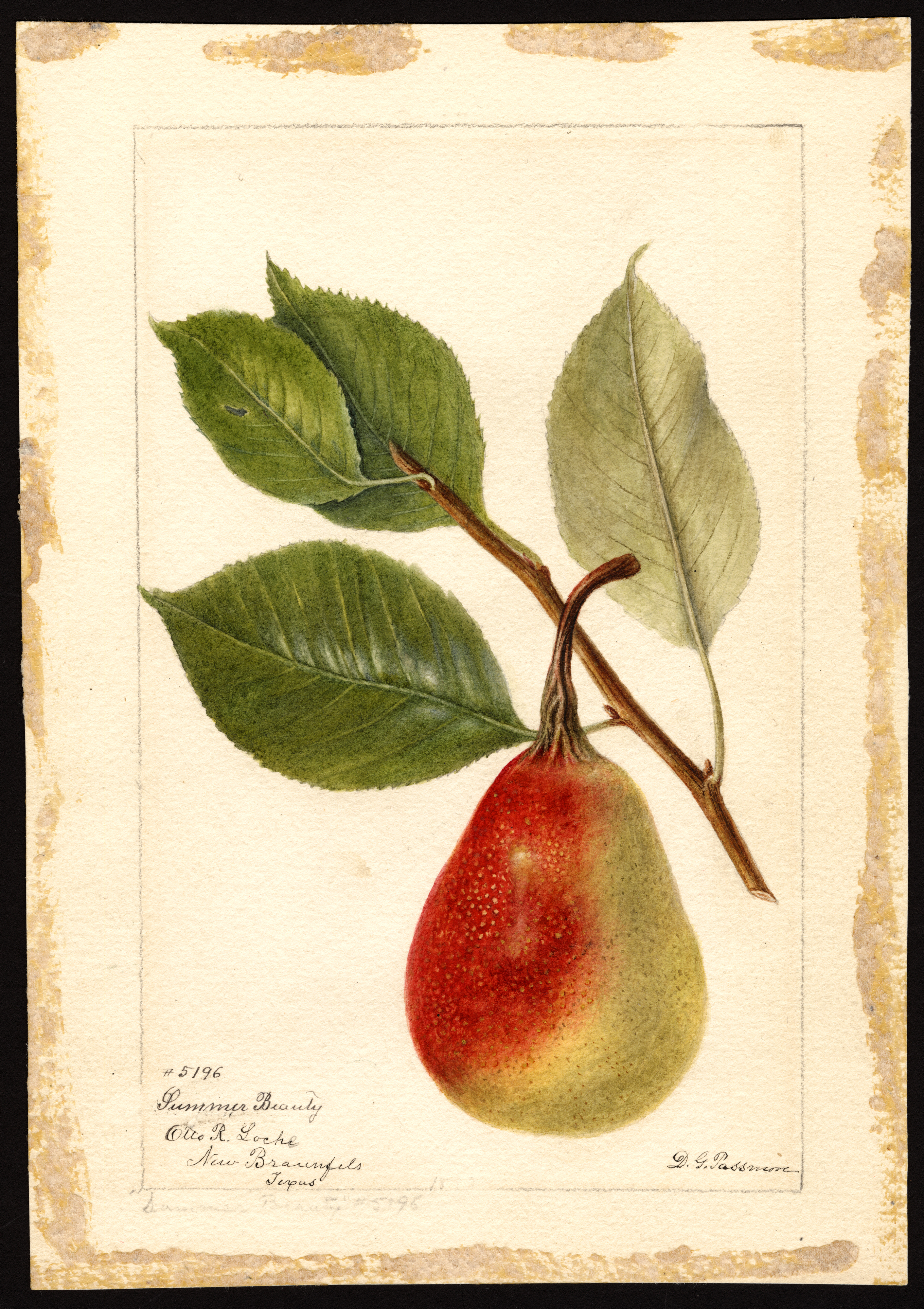
Eine Kultur-Birne.

Als birnenförmig, birnförmig oder piriform bezeichnet man Dinge, die wie eine Birne (lateinisch pirum) geformt, also nach oben hin spitz zulaufend und unten abgerundet sind. Diese Metapher hat in neuerer Zeit auch abstraktere Bedeutungen gewonnen.

## Entwicklung
Bereits im Altertum kannte man für birnenförmig den griechischen Begriff ἀπιο-ειδής apio-eidḗs (von ἄπιον ápion, deutsch ‚Birne‘, und εἶδος eîdos, deutsch ‚Gestalt, Form‘). Mit dem englischen Begriff pear-shaped werden in einem Gartenbaulexikon von 1731 die Früchte der Cashew und Avocado beschrieben.
In Zedlers Universal-Lexicon wird 1739 der Fußwurzelmuskel Musculus plantaris birnenförmig genannt.
Bei Menschen mit breiten Hüften spricht man von einem birnenförmigen Körperbau. Diese Bedeutung findet sich 1845 in Nathaniel Parker Willis: Dashes at Life with Free Pencil, IV.
Ebenfalls seit Mitte des 19. Jahrhunderts werden bestimmte Gegenstände und Erzeugnisse der Industrietechnik als Birne bezeichnet, so die Behälter zur Stahlerzeugung mit dem Bessemerverfahren und später auch mit dem Thomas-Verfahren sowie Glühlampen.
Als pear-shaped wurde seit 1925 auch ein reicher, weicher und sonorer Ton in Musik und Sprache bezeichnet, insbesondere im Zusammenhang mit Theater- und Filmszenen.

## Umgangssprache
Das Wort Birne gilt umgangssprachlich als Synonym für Kopf. Bei der zeichnerischen und übertragenen Darstellung eines klugen oder „hellen“ Kopfes wird bevorzugt die Glühbirne, der volkstümliche Name für eine Glühlampe verwendet. Mit einer Matschbirne wird eher der Zustand nach einer Schlägerei oder Trinkgelage charakterisiert.
In Frankreich hingegen ist poire (Birne) allgemein ein herabwertender Ausdruck für einen phlegmatischen, drögen und übergewichtigen Menschen. Im Falle des Renault 14 misslang deshalb eine Werbekampagne, die die Ähnlichkeit des Fahrzeugs mit einer Birne thematisierte. Zunächst fühlten sich mögliche Kunden eher abgestoßen, zudem wurde aufgrund von Qualitätsmängeln und Rostempfindlichkeit des Modells die Bezeichnung Birne ähnlich wie das deutsche Zitrone verwendet. Der ähnlich geformte VW Golf profitierte hingegen von einer Vermarktung im Ausland als Rabbit.
Aus der Umgangssprache in der Royal Air Force stammend ist seit 1983 der Ausdruck „things go pear-shaped“, „die Sache verläuft birnenförmig“ nachgewiesen mit der Bedeutung, dass ein Plan oder Unternehmen katastrophal fehlschlägt.

## Karikaturen

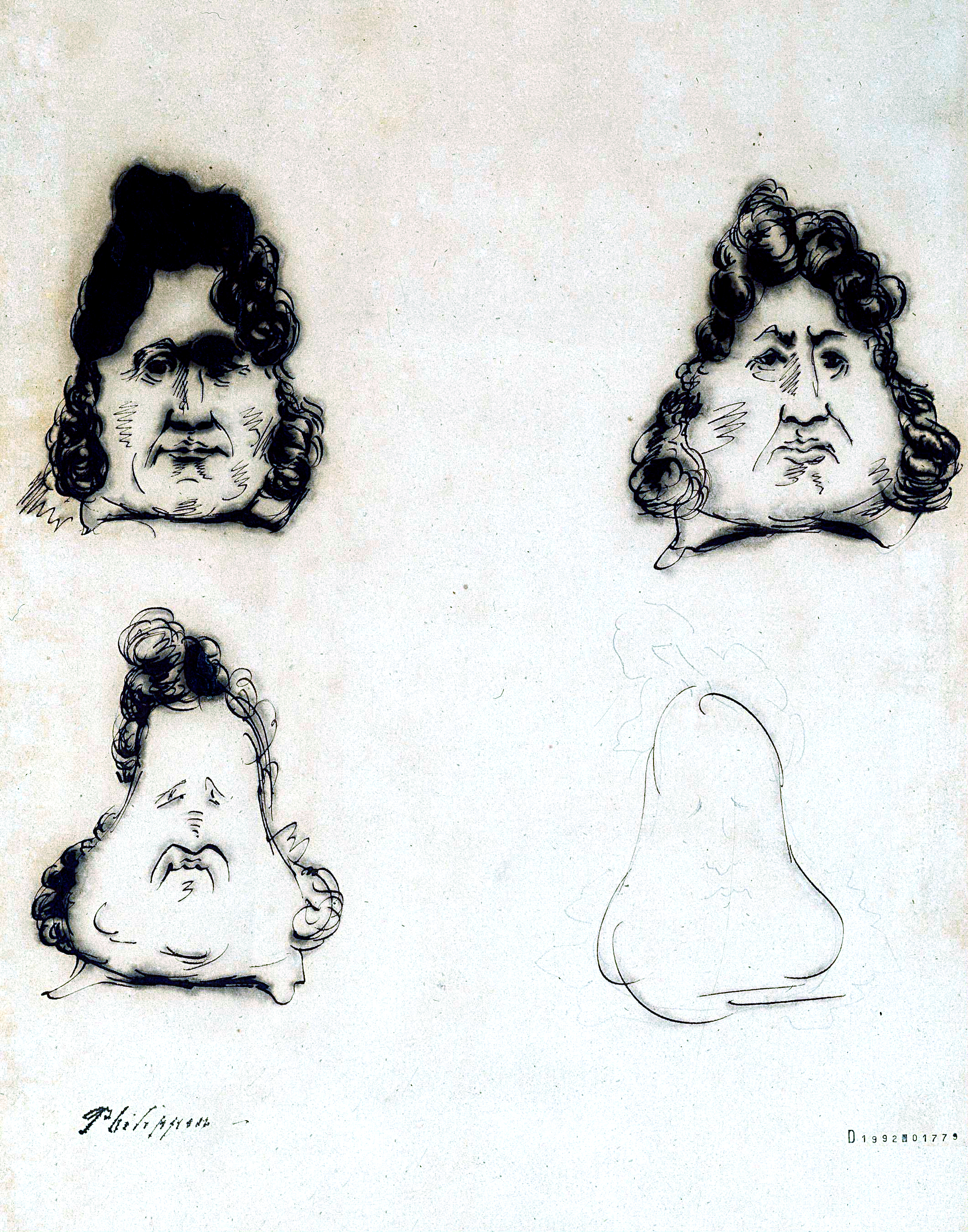
Charles Philipon: Metamorphose des Königs Louis-Philippe in eine Birne, Skizze, vermutlich 1831

Im 19. Jahrhundert wurde der französische „Bürgerkönig“ Louis Philippe als Birne bezeichnet und karikiert. 
Seit den 1970er Jahren wurde der damalige CDU-Vorsitzende Helmut Kohl mit einer Birne verglichen. Die satirische Darstellung geht auf ein Titelbild des Spiegel im Jahr 1976 zurück. Der französische Illustrator Jean Mulatier zeichnete vor dem Bundestagswahlkampf des Jahres vier Titelbild-Karikaturen von Kohl, Helmut Schmidt, Hans-Dietrich Genscher und Franz Josef Strauß. Der damalige Bundeskanzler Schmidt bemerkte bei einem Besuch in der Spiegel-Redaktion, Kohl sehe auf dem Bild aus wie eine Bergamotte-Birne. Ab 1980 verwendete Bernd Eilert die Bezeichnung „birnenförmig“ für Kohl im Satiremagazin Titanic. 1982 erschien ein Titelbild mit der Überschrift „Birne muß Kanzler bleiben“. 1983 veröffentlichten der Karikaturist Hans Traxler und der Satiriker Pit Knorr das illustrierte Buch Birne – Das Buch zum Kanzler. „Birne“ wurde zum Spottnamen für Helmut Kohl.